# ایست‌نفرت (دختر خعم‌واست)
ایسِت‌نُفرت (انگلیسی: Isetnofret) زنی در مصر باستان بود و دختر کاهن اعظم پتاح و شاه‌زاده خِعِم‌واسِت بود (که حدود ۱۲۰۰ پیش از میلاد می‌زیست). او در دو بنای یادبود که در نزدیکی مقبرهٔ پدرش قرار دارند، ظاهر می‌شود.
بر روی تندیسی از خِعِم‌واسِت که در مدینه مادی پیدا شده، تصویر او بر روی ستون پشتی دیده می‌شود و از او با عنوان «دختر تنی او» یاد شده است. در نقش‌برجسته‌ای که در سقاره یافت شده، از او به عنوان «دختر محبوبش» و «دختر شاه» یاد شده است. با این حال، او در واقع دختر یک پادشاه نبود، بلکه نوهٔ رامسس دوم بود، چراکه خِعِم‌واسِت پسر رامسس دوم بوده است. احتمالاً ایست‌نفرت در سقاره و در نزدیکی بنایی که به خِعِم‌واسِت اختصاص داده شده، به خاک سپرده شده است. در آنجا آرامگاهی کشف شد که دارای یک تابوت سنگی بزرگ از سنگ آهک بود، که به نام «بانوی شریف، ایست‌نفرت» نوشته شده بود. مکان این آرامگاه در کنار بنای یادبود خِعِم‌واسِت، احتمال قوی می‌دهد که این همان محل دفن دختر او، ایسِت‌نُفرت باشد.